# Japanse kampioenschappen schaatsen afstanden 2019 - Massastart vrouwen
De massastart vrouwen op de Japanse kampioenschappen schaatsen afstanden 2019 werd gereden op zaterdag 27 oktober 2018 in het ijsstadion M-Wave in Nagano.

## Uitslag
| #      | Schaatser          | Ronden | Punten | Punten | Punten | Punten | Punten | Tijd     |
| #      | Schaatser          | Ronden | Sp 1   | Sp 2   | Sp 3   | Sp 4   | Totaal | Tijd     |
| ------ | ------------------ | ------ | ------ | ------ | ------ | ------ | ------ | -------- |
| Goud   | Nene Sakai         | 16     |        |        | 1      | 60     | 61     | 12.30,20 |
| Zilver | Tsukushi Takigami  | 16     |        | 2      |        | 40     | 42     | 12.30,49 |
| Brons  | Moe Kitahara       | 16     | 3      | 1      |        | 20     | 24     | 12.30,52 |
| 4      | Mitsuki Akiyama    | 16     |        |        |        | 10     | 10     | 12.30,67 |
| 5      | Akari Hori-Shimizu | 16     | 2      |        |        | 6      | 8      | 12.32,11 |
| 6      | Mayuka Gomi        | 16     | 1      |        | 2      | 3      | 6      | 12.32,40 |
| 7      | Chihiro Furukawa   | 16     |        |        | 3      |        | 3      | 12.36,09 |
| 8      | Manaka Mizuno      | 16     |        | 3      |        |        | 3      | 12.49,59 |

## Wereldbekerkwalificatie
De volgende rijders hebben zich gekwalificeerd voor de wereldbekers:
| #      | Schaatser   | 1. Obihiro | 2. Tomakomai | 3. Tomaszów Mazowiecki   | 4. Heerenveen |
| ------ | ----------- | ---------- | ------------ | ------------------------ | ------------- |
| 1      | Ayano Sato  | X          | X            | massastart niet verreden | X             |
| 2      | Nana Takagi | X          | X            | massastart niet verreden | X             |
| 3      | Nene Sakai  | reserve    | reserve      | massastart niet verreden | reserve       |
| Totaal | Totaal      | 2          | 2            |                          | 2             |